# Старобаишевский сельсовет
Старобаишевский сельсовет — муниципальное образование в Дюртюлинском районе Башкортостана.

## История
Согласно «Закону о границах, статусе и административных центрах муниципальных образований в Республике Башкортостан» имеет статус сельского поселения.

## Население
| 2002  | 2009  | 2010  | 2012  | 2013  | 2014  | 2015  |
| ----- | ----- | ----- | ----- | ----- | ----- | ----- |
| 1268  | ↗1397 | ↘1385 | ↘1351 | ↗1358 | ↘1341 | ↘1304 |
| 2016  | 2017  |       |       |       |       |       |
| ↘1273 | ↘1197 |       |       |       |       |       |

## Состав сельского поселения
| № | Населённый пункт | Тип населённого пункта       | Население |
| - | ---------------- | ---------------------------- | --------- |
| 1 | Старобаишево     | село, административный центр | ↘631      |
| 2 | Староуртаево     | село                         | ↗396      |
| 3 | Гулюково         | деревня                      | ↘181      |
| 4 | Новоуртаево      | деревня                      | ↘136      |
| 5 | Ильдус           | деревня                      | ↘41       |